# 129453 Madeleinenettie
129453 Madeleinenettie è un asteroide della fascia principale. Scoperto nel 1991, presenta un'orbita caratterizzata da un semiasse maggiore pari a 2,628903 UA e da un'eccentricità di 0,108617, inclinata di 14,153037° rispetto all'eclittica.